# Sur la route mandarine
Sur la route mandarine est un livre de reportage de Roland Dorgelès publié en 1925. Il s'agit de son premier ouvrage consacré à l'Indochine, où il a effectué pendant quatre mois son premier voyage lointain, de la fin 1923 au début de l'année 1924, avec sa femme Hania Routchine. Le titre de l'ouvrage vient de la Route mandarine, qui traverse le Viêt-Nam.

## Genèse et publication
L'ouvrage parut tout d'abord dans la revue L'Illustration, en onze livraisons du 31 janvier au 18 avril 1925, avant d'être édité chez Albin Michel. Ce premier voyage en Indochine inspira également à l'écrivain trois autres textes : le roman Partir... (1926) et deux récits de voyage, Chez les beautés aux dents limées et Route des tropiques. Dans ce dernier ouvrage, la première section, « Un Parisien chez les Sauvages », ainsi que la troisième et dernière, « Entre le ciel et l'eau », sont consacrées à l'Indochine.
Le livre est dédié à François de Tessan, journaliste et homme politique.
L'itinéraire de Roland Dorgelès commence à Hanoi, d'où il se rend ensuite à la fameuse baie d'Along où il visite plusieurs îles. Il visite également le Tam-Diêp où rôde le tigre. Son voyage ne peut éviter les lieux déjà très touristiques que sont la ville impériale de Hué et les temples d'Angkor. Mais Roland Dorgelès sort des sentiers battus en s'intéressant aux aspects modernes de l'Indochine : il visite ainsi les mines de Hongay (Ha Long) et la « ville chinoise » de Cholon, où il assiste à la semaine du Têt. Sur l'île du Dragon (Cualo Rong), il visite une léproserie tenue par des sœurs. La fin du récit est consacrée aux Moï, ethnie des Hauts Plateaux du Centre du Viêt Nam, dont la rencontre a bouleversé Roland Dorgelès.
Comme le révèlent les titres des chapitres, Roland Dorgelès veut inventer avec Sur la route mandarine un « nouvel exotisme », qui a pu être qualifié d'« exotisme de l'envers ». Pour cela, il se réfère volontiers au maître du récit exotique, Pierre Loti, qui a popularisé la figure de la « congaïe ».

## Table des matières
- M. Renan au quartier indigène
- La journée de Phu-Qui
- Les temps héroïques
- Le nouvel exotisme ou du palanquin à la 5 CV
- Où je rencontre Pierre Loti en baie d'Along
- Des jonques à la mine
- En panne dans le Tam Diep
- La chronique de l’œil-de-buffle
- Cholon, ville chinoise
- Sous le signe de la piastre
- Les lépreux de l'île du Dragon
- Les pèlerins d'Angkor
- Chez les Moïs
- Regrets

## Extraits
- « - Tenez, la voilà votre Route mandarine... Et il vous montre un poteau à plaque bleue, dans le plus pur style des Ponts et Chaussées, où on lit tout bonnement : Route coloniale N°1. Oui, voilà tout ce qu'on lit... Et l'on reste là un moment, le nez levé, les bras ballants, un peu ridicule, avec un pli amer au coin des lèvres... C'était donc cela, la Route de mes rêves, de mes beaux voyages immobiles, ce n'était donc que cela : une grande voie mal pavée, en bordure du chemin de fer ! » (Chapitre 1)

- « Ta-Prhom... Ta-Som... Neat-Pean... Le Bayon... Il suffit au voyageur qui revient de là-bas de prononcer un de ces noms aux rudes consonances pour qu'aussitôt apparaissent dans sa mémoire des tours en pyramide, un grand bassin, des piliers, un sanctuaire en ruines sous le treillis des lianes. Mais, pour les autres, pour le lecteur qui voyage seulement en songe et pénètre dans la forêt pour la première fois...Comment pourrait-il suivre ce touriste fiévreux qui revit ses découvertes, vole de souvenir en souvenir, cherche un instant à reconstruire un temple avec de pauvres mots, et l'oublie aussitôt pour courir à un autre qu'il a reconnu dans les branches. [...]  A quoi bon ces descriptions ? Je veux oublier toutes les notes que je prenais, la journée terminée, au bungalow d'Angkor, dans cette chambre grillagée comme une cage à  mouches où les moustiques ne peuvent pas se glisser. Dessiner des plans avec des mots, peindre des façades avec des phrases. Pourquoi ?... Aujourd'hui que j'ai quitté Angkor depuis dix mois, ai-je gardé le souvenir de ces deux petits temples qui flanquent la chaussée d'Angkor-Vat et dont me parle mon carnet ? Non. Mais je n'ai pas oublié les deux bonzes à tunique jaune citron qui se promenaient sur les terrasses supérieures, leurs robes flamboyant au soleil ; je revois les hauts escaliers raides […] Ce sont toujours ces visions-là qui demeurent, comme pour animer l'immobile beauté des choses, et c'est grâce à elles, grâce à un rayon de lumière, un vol de sarcelles, une femme qui passe, une chanson entendue, que chaque voyageur rapporte d'un même lieu un souvenir différent ». (Chapitre 12)

- « Retournerai-je jamais là-bas, sur les hauts plateaux moïs ? C'est si loin... […] Inoubliables souvenirs dont mes songeries se nourrissent encore. [...] Non. On ne fait jamais deux fois le même rêve... Au milieu de ma vie, j'ai vécu, d'une haleine, tous les romans de mon enfance. J'ai été le « frère Visage Pâle » qu'accueillaient en hurlant des tribus hérissées de lances. J'ai connu les randonnées dans la forêt, les nuits d'affût, les palabres bruyantes, puis, sur l'avancée des maisons, les filles aux seins nus qui chantaient en broyant le riz. Tout cela est si étrange qu'il m'arrive de douter, comme au réveil, quand les événements du jour passé se confondent encore avec les fictions de la nuit. » (Regrets)

« Du Tonkin à la Cochinchine
J'ai dénoué le long ruban 

De cette Route Mandarine 

Sur qui le manguier noir incline

Sa branche et son fruit succulent. »

## Éditions
Édition originale : Sur la route mandarine, Paris, Albin Michel, 1925.
Rééditions : 
- Sur la route mandarine, Paris, La Semeuse, 1925
- Sur la route mandarine, Paris, Albin Michel, 1927
- Sur la route mandarine, Paris - Pondichéry, Kailash Éditions, 2004.